# Central Fidelity Bank International 1979
Il Central Fidelity Bank International 1979 è stato un torneo di tennis giocato sul sintetico indoor. È stata la 1ª edizione del torneo, che fa parte del WTA Tour 1979. Si è giocato a Richmond negli USA dal 13 al 19 agosto 1979.

## Campionesse

### Singolare
Martina Navrátilová ha battuto in finale  Kathy Jordan con il punteggio di 6–1, 6–3

### Doppio
Betty Stöve /  Wendy Turnbull hanno battuto in finale  Billie Jean King /  Martina Navrátilová con il punteggio di 6–1, 6–4